# Багинская, Нина Григорьевна
Ни́на Григо́рьевна Баги́нская (бел. Ні́на Рыго́раўна Багі́нская; род. 30 декабря 1946, Минск, БССР, СССР) — белорусская оппозиционная активистка и общественная деятельница.

## Биография
Родилась 30 декабря 1946 года в Минске, где семья жила на улице Якуба Коласа. Отец — военнослужащий, дослужился до полковника. Училась в средней школе № 73. Со школьного возраста занималась велоспортом, принимала участие в соревнованиях и слётах всесоюзного уровня. В молодые годы, находясь на велопрогулке, попала в аварию, столкнувшись с автомобилем, результатом чего стала черепно-мозговая травма, приведшая к посттравматической эпилепсии.
Окончила Минский радиотехнический институт, специальность — монтажник радиоаппаратуры. Следуя детской мечте стать геологом, получила специальность специалиста по разведке нефтяных и газовых месторождений в Ивано-Франковском институте нефти и газа (Украина).
Работала геологом в Белорусском научно-исследовательском геологоразведочном институте (БелНИГРИ), целью которого был поиск нефти и газа. В то же время стала членом Белорусского народного фронта, в институте создала местное товарищество БНФ.
С 1988 года активно принимает участие в различных акциях протеста, начиная с митинга-реквиема на День поминовения предков «Дзяды». В 1994 году, после прихода к власти в Беларуси Александра Лукашенко, была уволена из института за то, что подготовила важный отчёт о своём проекте на белорусском языке.
Её десятки раз задерживали, она провела в камерах временных изоляторов не одну ночь. 1 августа 2014 года была арестована за сожжение советского флага у здания КГБ в Минске — в память сожжения в этот день в 1937 году во внутреннем дворе Минской тюрьмы НКВД десятков тысяч рукописей белорусских деятелей культуры и последующего расстрела их авторов в подвалах «американки». А в 2015 году — за акцию памяти Михаила Жизневского, который погиб на Евромайдане на Украине. После событий 25 марта 2017 года, когда в Минске были арестованы десятки активистов (дело «Белого легиона»), а по всей Белоруссии были задержаны сотни участников празднования Дня Воли, Нина Багинская ежедневно выходила к зданию КГБ с бело-красно-белым флагом и плакатом «Свободу народу» (бел. «Свабоду народу»).
5 апреля 2019 года участвовала в очередной акции в урочище Куропаты, где группа активистов препятствовала так называемым «работам по благоустройству территории», во время которых накануне, 4 апреля, были снесены 30 мемориальных крестов по периметру братских захоронений расстрелянных в 1930-е годы. Были задержаны политик, сопредседатель БХД Павел Северинец и Нина Багинская, которая пришла с большим бело-красно-белым флагом.
В 2020 году поддержала протестные настроения после президентских выборов 9 августа, за своё поведение стала символом протеста. Она давала интервью для YouTube-канала Ксении Собчак, BBC News, а также журналистам из Швеции, Польши, Германии, Франции. Нина появилась в итальянском Vogue. Один из роликов на своём YouTube-канале посвятил ей Максим Кац.
20 октября 2020 года во время принятия кадровых решений Александр Лукашенко назвал Багинскую убеждённым человеком и приказал «не забирать её с площадей».
5 ноября 2020 года силовики с участием ОМОНа провели обыск в доме Нины Багинской.
30 мая 2025 года в Минске прошёл суд над Ниной Багинской, по статье 342-2 УК РБ ("неоднократное нарушение порядка организации или проведения массовых мероприятий"). Ей грозило до трёх лет тюремного заключения. Судом дело было закрыто. (, )

## Награды
- 2017 год — награждена памятным знаком Виктора Ивашкевича.
- 2018 год — первый лауреат медали имени Сергея Ханженкова (1942—2016), политического заключённого советского режима 1960-70-х.
- 2018 год — Медаль «100 лет БНР» (Рада Белорусской народной республики)[18].

## Семья
Сын — Павел Багинский, родился 17 февраля 1977 года. 31 декабря 2020 года в 23:45 Павел был задержан, когда шёл вместе с матерью, держащей бело-красно-белый флаг. На него составили протоколы по статье 23.34 КоАП РБ об участии в несанкционированном массовом мероприятии и статье 23.4 о неповиновении сотрудникам милиции. 5 января 2021 года суд присудил ему 12 суток административного ареста по статье 23.34, второй протокол по статье 23.4 был отправлен судом на доработку.
Дочь — Алеся.
Внучка — Яна Эдуардовна Багинская (Кардаш), родилась 16 июня 1997 года.
Багинская проживает в одной квартире с сыном, внучкой и правнуком.